# Hubert Schnofl

Hubert Schnofl mit 40 Jahren

Hubert Leopold Josef Schnofl (* 5. Oktober 1868 in Radkersburg; † 10. Dezember 1936 in St. Pölten) war ein österreichischer Politiker (SDAPDÖ), niederösterreichischer Landtagsabgeordneter und 20. Bürgermeister von St. Pölten.

## Leben

Hubert Schnofl mit 20 Jahren

Hubert Schnofl wurde am 5. Oktober 1868 als Sohn des Wirtschaftsbeamten (Ökonomieverwalter) Josef Schnofl und dessen Ehefrau Josefa in Radkersburg geboren und am selben Tag auf den Namen Hubert Leopold Josef getauft. Nachdem er den Beruf des Schlossers erlernt hatte, arbeitete er in den Eisenbahnerwerkstätten in Marburg, Steyr und Graz und wanderte als Geselle von 1888 bis 1890 durch Deutschland. Nach dem Ableisten des Militärdienstes wurde er Lokführer, in dieser Zeit begann er sich politisch zu engagieren. 1910 wurde Schnofl Sekretär des Metallerverbandes St. Pölten, dem er erst seit einem Jahr angehörte. Nachdem er 1911 Arbeiterstreiks organisierte, musste er dafür drei Wochen in Arrest. Nachdem er am 17. August 1927 aus der Kirche ausgetreten war, trat er mit 23. Mai 1934 wieder in die Kirche ein.
Nach dem Ersten Weltkrieg war Schnofl Spitzenkandidat der Sozialisten und gewann die Wahl zum Bürgermeister 1919. Er erreichte mit seiner Partei 26 von 42 Mandaten. In seine Amtszeit als Bürgermeister fiel die Erhebung St. Pöltens zur Statutarstadt und die gleichzeitige Eingemeindung einiger Umlandgemeinden. Eines seiner größten Anliegen war der Wohnbau: bis er 1933 aus dem Amt schied, ließ er nahezu 1.400 Wohnungen im Stadtgebiet errichten.
Hubert Schnofl war, als Wien noch kein eigenes Bundesland war, von 1919 bis 1920 Abgeordneter im Gemeinsamen Landtag von Niederösterreich, danach bis 1921 im Landtag von Niederösterreich-Land und von 1921 bis 1932, während der I. und II. Gesetzgebungsperiode, Abgeordneter des niederösterreichischen Landtags. Von 1926 bis 1927 war er dessen 2. Präsident. Weiters war er vom 1. Dezember 1920 bis zum 19. Mai 1926 Mitglied des Bundesrates (I. und II. Gesetzgebungsperiode).
Hubert Schnofl verstarb am 10. Dezember 1936 verarmt in St. Pölten.

## Ehrungen
- Hubert-Schnofl-Siedlung in St. Pölten – Wagram
  - Hubert-Schnofl Platz und Straße in dieser Siedlung